# Biserica „Tăierea Capului Sf. Ioan Botezătorul” din Ștefănești
Biserica „Tăierea Capului Sf. Ioan Botezătorul” este un monument istoric aflat pe teritoriul orașului Ștefănești din județul Argeș. În Repertoriul Arheologic Național, monumentul apare cu codul 13409.03.

## Istoric și trăsături

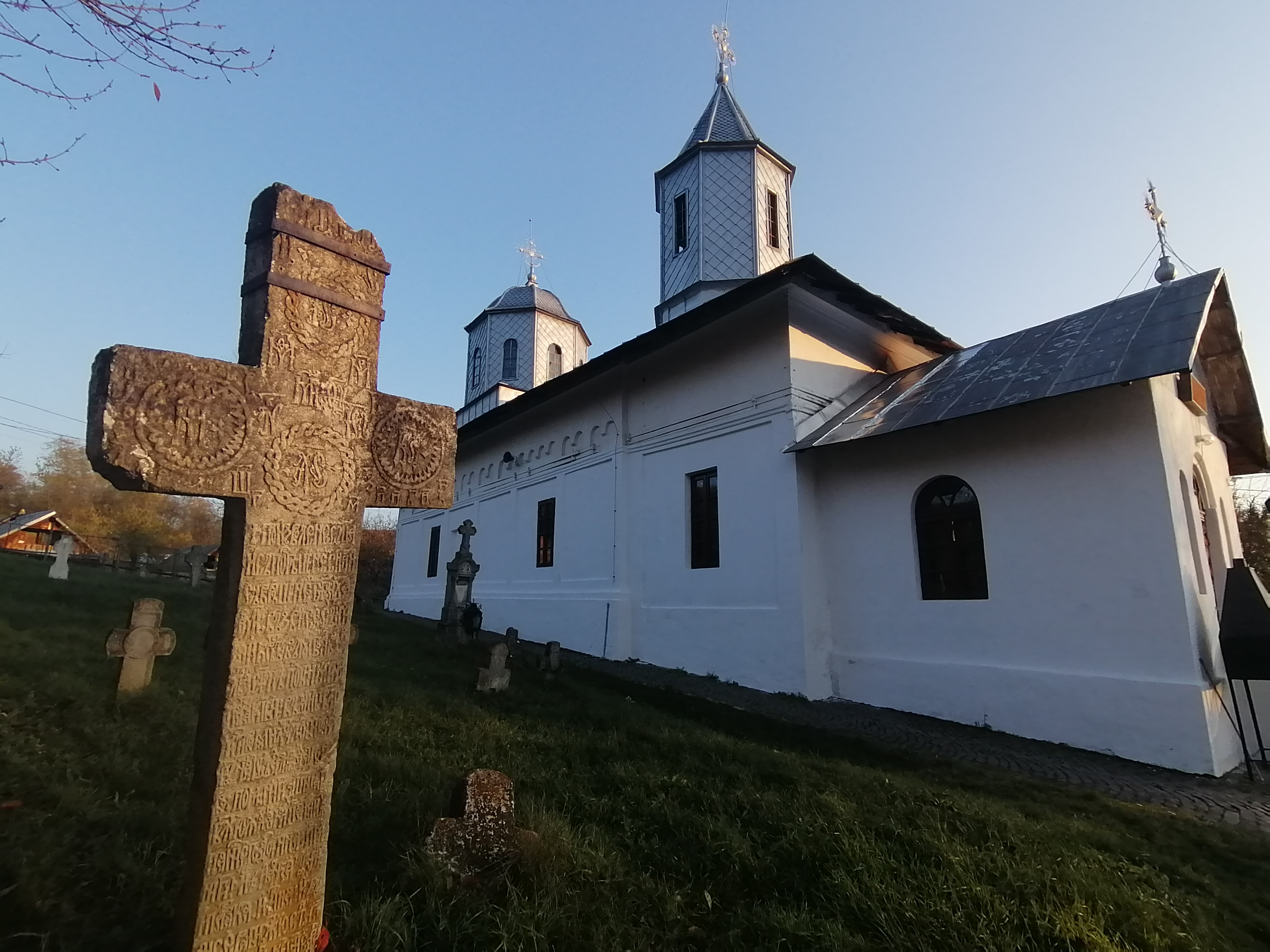
Biserica „Tăierea Capului Sf. Ioan Botezătorul” din Ștefănești

A fost ctitorită în 1627, de slugerul Mușat și soția sa, Despina. Biserica a fost renovată etapizat: înlocuirea clopotniței de zid cu una de lemn (1877); adăugarea pridvorului (1925); reparații la șarbanta acoperișului, streașina mărindu-se cu circa un metru, prin osârdia preotului Gheorghe Gârbea (1998). Biserica are un plan dreptunghiular, cu absida altarului poligonală la exterior și semicirculară la interior; pridvor închis, subdimensionat; turlă deasupra naosului și clopotniță peste pronaos. Decorația exterioară este formată din panouri dreptunghiulare, în registrul inferior.
Pictura murală în ulei executată, în 1910 de Nicolae Tomescu și Haralambie Nedelescu, a fost restaurată de Nicolae Stoica și G. Albani (1971-1972). În patrimoniul bisericii, se păstrează icoanele împărătești pictate de Voicu, zugrav din Pitești. Pe peretele vestic al pronaosului, sunt pictate portretele regelui Carol I și al mitropolitului Atanasie Mironescu. 